# Оранжисты (Бельгия)

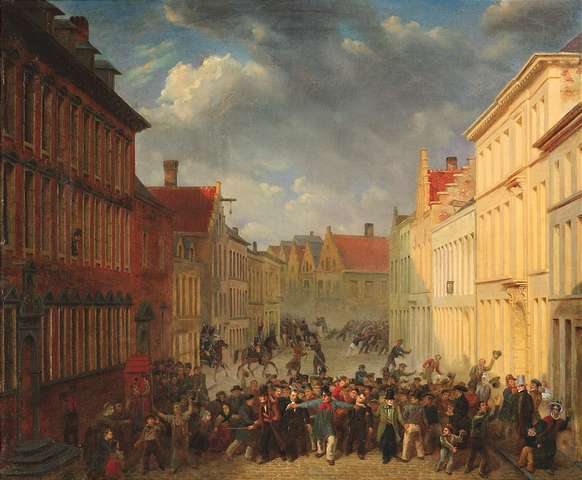
Художник Якоб Веррейт. Арест оранжистов в Антверпене в 1833 году

Оранжисты — термин, которым в Бельгии, обретшей независимость в результате Бельгийской революции, назывались сторонники реинтеграции в состав Нидерландов и воссоздания недолговечного Соединенного Королевства Нидерландов (1815–1830) под властью голландской династии Оранских. Соответствующее политическое движение и идеология — оранжизм. 

## Предыстория и фон
Исторически единые Нидерланды оказались разделены ещё в результате Голландской революции 1566—1648 годов, когда Север обрёл независимость, как Республика Соединённых Провинций, тогда как Юг (будущая Бельгия) остался в составе Испании (позже перешёл к Австрии) и был известен как Испанские (позже — Австрийские Нидерланды). В ходе Наполеоновских войн и Нидерланды (Северные) и Бельгия (Австрийские Нидерланды) оказались ненадолго объединены под французским контролем. 
По решению Венского конгресса, Австрия отказалась от контроля над Бельгией (эти потери были компенсированы для Австрии значительными территориальными приобретениями в Италии). Было провозглашено создание Соединенного Королевства Нидерландов, состоявшего из собственно Нидерландов и Бельгии, которое, однако, просуществовало только до 1830 года, после чего Бельгия отделилась в результате революции и с тех пор является независимой.

## История

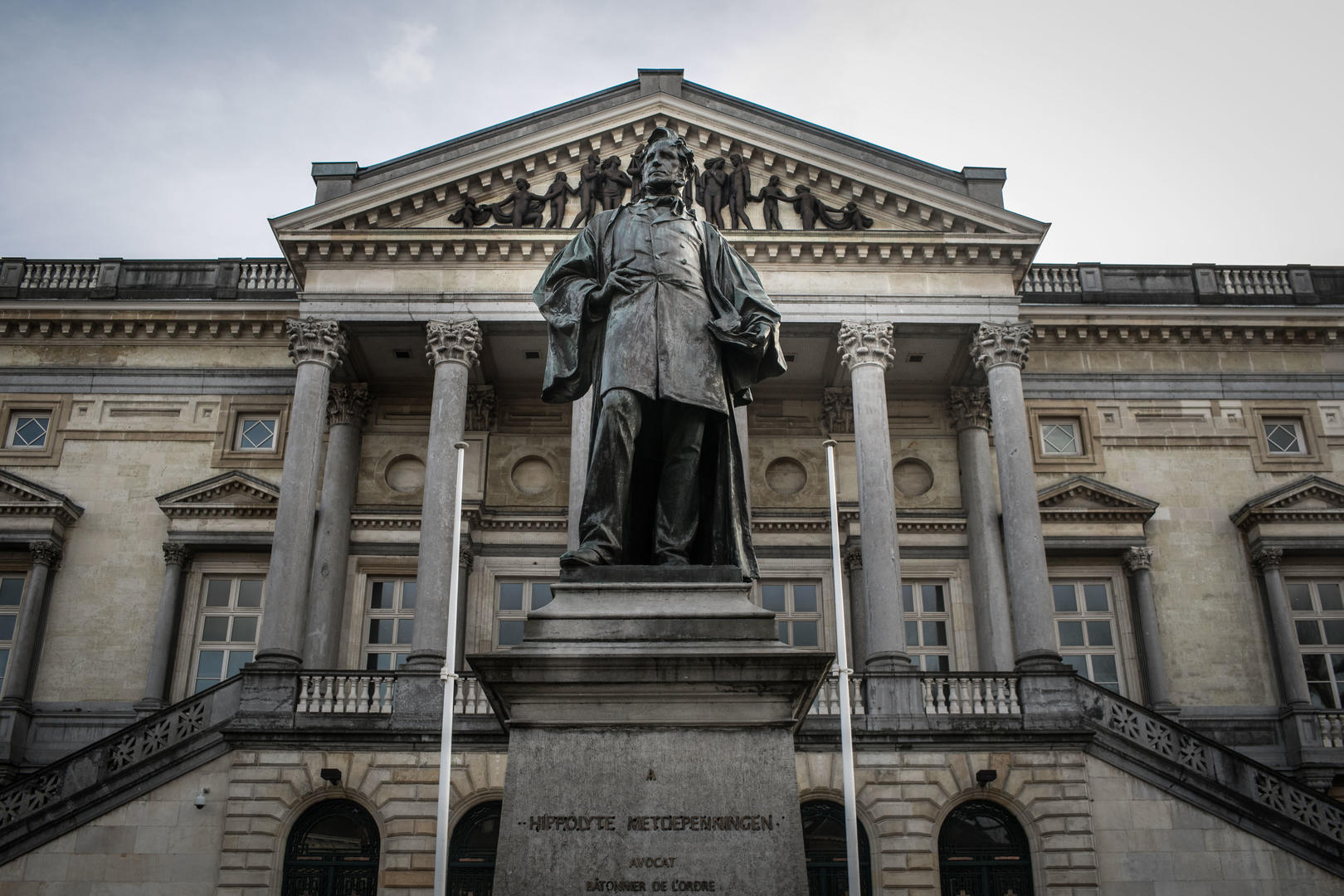
Памятник Ипполиту Метдепеннингену перед Дворцом Правосудия, Гент. Скульптор Жюльен Дилленс, 1886

Однако, у независимости Бельгии имелись и противники, ставшие известными, как оранжисты. Их движение было особенно активным в 1830-х и 1840-х годах. В этот период  оранжисты во Фландрии и Валлонии стремились к восстановлению Соединенного Королевства Нидерландов. Движение оранжистов, своих сторонников, открыто поддерживал король Нидерландов Виллем I. Оно охватило немалую часть бельгийской элиты (дворян и промышленников), особенно в Генте и Льеже.
Среди известных лидеров оранжистов были Ян Франс Виллемс и Ипполит Метдепеннинген.
Оранжисты не признавали легитимность бельгийской государственности, и поэтому отказывались участвовать в парламентских выборах. Однако, они участвовали в выборах на уровне провинций и муниципалитетов. У оранжистов имелась в те годы своя, довольно активная пресса.
Однако, одними демократическими действиями их деятельность не ограничилась: по крайней мере три оранжистских переворота были сорваны властями Бельгии в 1830-х годах. 
Положение оранжистов ухудшилось в 1839—40 годах, когда по Лондонском договору Нидерланды признали независимость Бельгии (1839) а Виллем I отрёкся от престола (1840). Однако, оранжисты сохраняли заметное политическое влияние и в течение 1840-х годов. Они надеялись, что на фоне революционных потрясений 1848 года в Европе, произойдёт реинтеграция Бельгии в состав Нидерландов. Когда этого не случилось, оранжистское движение в Бельгии быстро пошло на спад.
Оранжисты постепенно признали легитимность бельгийского государства, многие из них вступили в ряды Либеральной партии, которая во второй половине столетия сумела добиться значительного влияния.

## Влияние и современность
Последующие сторонники «проекта» «Великие Нидерланды», отчасти являлись наследниками оранжистов, хотя это движение, в отличие от предшествующего, не являлось полностью монархическим. 
Публичные сторонники оранжизма существуют в Бельгии и в наше время. Так, мэр города Лёвена в 1995–2018 годах Луи Тоббак в 2006 году заявил, что считает отделение Бельгии от Нидерландов исторической ошибкой. «Если бы Соединенное Королевство Нидерландов выстояло, сегодня оно было бы членом Большой Восьмёрки», сообщил он далее. Тем не менее, в современной Бельгии идея независимости Фламандии, как от Бельгии, так и от Нидерландов, имеет гораздо больше сторонников, чем оранжизм.